# Friskies

Логотип Friskies

Friskies — серия кормов для кошек, выпускаемых фирмой Nestlé Purina PetCare Company — подразделением фирмы Nestlé. Ранее корм Friskies выпускался фирмой Carnation, которая была приобретена Nestlé в 1985 г. за 3 млрд долларов..

## Виды кормов

Сухой и желеобразный корм Friskies

Под торговой маркой Friskies выпускаются разнообразные виды сухого и желеобразного видов кормов для кошек с различным вкусом и добавками.